# Operacija Južni potez
Operacija Južni potez bila je posljednja operacija HV-a i HVO-a tijekom pobjedonosnog niza operacija nakon kojih je u potpunosti izmijenjena strateška situacija na prostorima Hrvatske i BiH. Bila je logički nastavak mjesec dana ranije izvedene operacije Maestral. Provedena je od 8. do 15. listopada 1995. Njome su hrvatske snage stigle tek 23 km od Banje Luke. 

## Cilj operacije
Cilj joj je bio: "staviti pod kontrolu putove Banja Luka - Čađavica; Mrkonjić-Grad - Banja Luka; postaviti topove tako da se može gađati Banja Luka; pomoći 5. i 7. korpusu Armije BiH na rijeci Sani i Ugru južno od Skender Vakufa."

## Hrvatske snage
Stožer: general Ante Gotovina, general Rahim Ademi i general Ljubo Ćesić Rojs; 
- 4. gardijska HV-a: general Damir Krstičević;
- 7. gardijska HV-a: general Ivan Korade;
- 1. Hrvatski gardijski zdrug: general Miljenko Filipović;
- 1. gardijska brigada HVO-a: stožerni brigadir Ante Luburić;
- 2. gardijska brigada HVO-a: general Stanko Sopta;
- 3. gardijska brigada HVO-a: brigadir Ilija Nakić;
- Specijalna postrojba MUP-a HR HB: general Zlatan Mijo Jelić;
- Postrojba posebne namjene Gavran 2 HVO-a: brigadir Pero Barbarić Pepi
- 60. gardijsko-desantna bojna HVO-a: pukovnik Davor Dodig;
- 22. diverzantski odred HVO-a: pukovnik Predrag Mandić;
- 126. domobranska pukovnija HV-a: pukovnik Ante Podrug;
- Izviđačko-diverzantska satnija Glavnog stožera HV-a: satnik Ivica Dekalić;
- Operativna grupa Istok: general Željko Glasnović.
- 303.logistička baza Zagreb-Prometna satnija
- 10.TRP HVO bojnik Borislav Karačić
- 141. brigada HV-a: bojnik Nediljko Sirić

## Tijek operacije
Operacija Južni potez krenula je 8. listopada 1995. Nakon teških cjelodnevnih borbi u kojima je na suprotnoj strani navodno stajao Željko Ražnatović Arkan, srpski ratni zločinac, hrvatske snage su 9. listopada 1995., drugog dana operacije zauzele jedino veće mjesto u tom području - Mrkonjić Grad i izbile na planinu Manjaču. Prilikom ulaska 4. gardijske brigade protuoklopnom raketom je pogođen oklopni transporter u kojem je poginuo brigadir Andrija Matijaš Pauk, načelnik stožera brigade, legendarni zapovjednik tenkista 4. gardijske brigade. Njemu u čast Mrkonjić Grad je čak nakratko imao ime Matijaševo. Inače, ime Mrkonjić Grad je ime dano između dva rata i zapravo odražava velikosrpske pretenzije - Petar Mrkonjić je bio hajdučki pseudonim srpskog kralja Petra I. koji se tijekom ustanka 1878. kratko borio s ustanicima u tom kraju. Staro ime Mrkonjić Grada je Varcar Vakuf.
U nastavku operacije hrvatske snage penju se obroncima planine Manjače i dolinom Vrbasa zauzimaju Bočac. Združene Hrvatske snage dolaze na 23 km od Banje Luke. 
U isto vrijeme Peti i Sedmi korpus Armije BiH napreduju dolinom rijeke Sane prema Sanskom Mostu. Dio akcije u odgovornosti bošnjačkih snaga nije se zvao Južni potez nego Sana '95. Nakon teških borbi u kojoj je VRS koristila i borbene nalete helikopterima, Sanski Most pada u ruke Armije BiH 11. listopada 1995. Snage ABiH su se znatno približile Prijedoru i stavile ga pod topničku vatru, očekivao se i skori pad Prijedora. Postoji i nikada potvrđena angedota koja je tih dana kružila tiskom da je ratni zločinac Arkan za dlaku izbjegao zarobljavanje i u posljednjem trenutku pobjegao u oklopnjaku.

## Rezultat
Tijekom operacije Južni potez oslobođeno je područje ukupne površine 800 kvadratnih kilometara uključujući Podrašničko polje, selo Čađavicu hidroelektranu Bočac i dijelove planine Manjače. Crta obrane postavljena je na planini Manjači, 23 kilometra od Banje Luke, što je bilo u dosegu hrvatskog dalekometnog topništva. Osvajanje HE Bočac imalo je dalekosežan psihološki utjecaj na eventualno dalje napredovanje HV-a, HVO-a i Armije BiH prema Banjoj Luci. Naime, HE Bočac je opskrbljivao Banju Luku električnom energijom. 

## Panika u srpskim redovima
Srpske snage, I i II korpus bosanskih Srba, znatno su razbijene i u kaosu se povlače prema Banjoj Luci. Također, stvorila se nova kolona srpskih izbjeglica koje su se našle u Banjoj Luci. Posvuda se glasno špekulira o padu Banje Luke. Srpski vrh je u panici - eventualni pad Banje Luke psihološki bi odjeknuo poput pada Knina - padom Banje Luke praktički bi pala i cijela Republika Srpska jer bi vrlo brzo cijeli srpski teritorij zapadno od Brčkog vjerojatno pao ili u ruke HV-a ili ABiH.

## Zaustavljanje operacije
No, politička situacija nije bila sklona ulasku savezničkih, hrvatskih i bošnjačkih snaga u Banju Luku. Prvenstveno zbog toga što bi se time pokrenula nova, ovaj put možda najveća izbjeglička kriza u Srbiji koja bi mogla izravno uključiti tadašnju Vojsku SR Jugoslavije u rat čime bi se situacija znatno zakomplicirala. Drugo, propao bi plan Richarda Holbrooka o 51% za FBiH i 49% za Republiku Srpsku, čime bi se pregovori znatnije odužili. 
Stoga je počeo znatan pritisak međunarodnje zajednice na predsjednika RH, dr. Franju Tuđmana da nikako ne nastavi napadne operacije, pri čemu se izravno prijetilo i napadom NATO zrakoplovstva na HV i HVO, iako je Alija Izetbegović poručivao Franji Tuđmanu da je on spreman riskirati i ipak zauzeti Banju Luku. Prema kazivanju tadašnjeg veleposlanika SAD u Hrvatskoj Petera Galbrighta, zaustavljanje operacije Južni potez plod je izravnog angažmana najviših krugova američke diplomacije i vojske.
Akcija Južni potez, prekinuta je na zahtjev međunarodne zajednice u trenutku kad su se hrvatske snage nalazile na 23 kilometara od Banje Luke.